# Seal Beach (Kalifornija)
Seal Beach je grad u američkoj saveznoj državi Kalifornija. Prema popisu stanovništva iz 2010. u njemu je živjelo 24.168 stanovnika.